# Markus Söder
Markus Söder (Nuremberg, 5 de gener de 1967) és un polític alemany, membre de la Unió Social Cristiana de Baviera (CSU) i actual ministre-president de l'estat federat de Baviera.
Va entrar a formar part de la CSU i de la seva organització de juvenil Junge Union a l'edat de 16 anys. Diplomat en dret per la Universitat d'Erlangen a finals dels anys 1980, treballà com a periodista als anys 1990. L'any 1994, fou elegit diputat al parlament estatal (Landtag) de Baviera.
Entre 1995 i 2003, va presidir el grup de joves de la CSU, abans d'esdevenir el secretari general del partit als 36 anys. Va entrar al govern de Baviera l'any 2007, quan Günther Beckstein el va nomenar ministre d'Afers federals i europeus. L'any 2008 es convertí en ministre de Medi Ambient i tres anys després ministre d'Hisenda. Des de l'any 2018 fins ara, és ministre-president de Baviera.
Casat i pare de quatre fills, és de confessió luterana.